# Hans Cramer

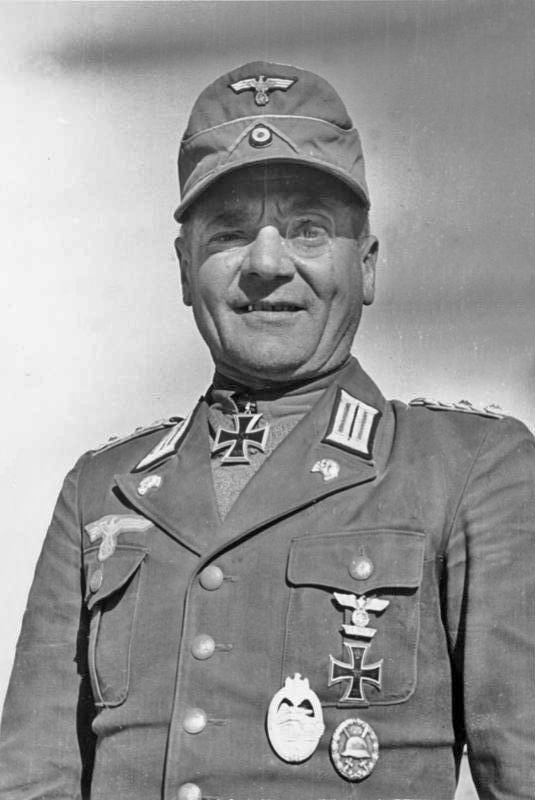
Hans Cramer (1941)

Hans Cramer (* 13. Juli 1896 in Minden; † 28. Oktober 1968 ebenda) war ein deutscher General der Panzertruppe im Zweiten Weltkrieg.

## Leben

### Herkunft
Der dienstälteste Offizier des Mindener Regiments und Verfasser diverser Bücher des Regiments, Alfred Cramer war sein Vater.

### Militärischer Werdegang
Cramer gehörte dem Preußischen Kadettenkorps an und trat am 10. August 1914, kurz nach Ausbruch des Ersten Weltkriegs, als Fähnrich in das Infanterie-Regiment „Prinz Friedrich der Niederlande“ (2. Westfälisches) Nr. 15 in seiner Heimatstadt ein. Mit diesem kam er ab 24. Oktober 1914, nachdem sein Vater bereits in französischer Kriegsgefangenschaft war, an der Westfront zum Einsatz und wurde hier am 25. Dezember 1914 zum Leutnant befördert. Ab 22. August war Cramer Kompanieführer und ab 4. März 1916 Bataillonsadjutant in seinem Regiment. Als Führer der 1. MG-Kompanie erfolgte am 5. Juli 1918 seine Versetzung in das Infanterie-Regiment „Graf Bülow von Dennewitz“ (6. Westfälisches) Nr. 55. Cramer geriet am 8. August 1918 in britische Kriegsgefangenschaft, aus der er am 15. April 1919 entlassen wurde.
Nach seiner Entlassung erfolgte die Übernahme in die Reichswehr und Cramer kam zunächst in das Infanterie-Regiment 14, wo er ab 10. August 1920 als stellvertretender Regimentsadjutant eingesetzt wurde. Kurz darauf versetzte man ihn am 1. Oktober 1920 in das 18. Infanterie-Regiment, von dort wechselte er am 1. Januar 1923 zum 13. (Preußisches) Reiter-Regiment. Nach der Versetzung zur Ausbildungs-Eskadron im Frühjahr 1924, wurde er am 1. April 1925 zum Oberleutnant befördert. Nach Einsatz in verschiedenen weiteren Einheiten erfolgte am 1. Februar 1931 die Beförderung zum Rittmeister. Am 1. Januar 1936 wurde er Major und am 1. Februar 1939 zum Oberstleutnant befördert.
Nach der Mobilmachung wurde er am 26. August 1939 Kommandeur der Kavallerie-Lehr- und Versuchsabteilung. Diese Einheit wurde zur Aufklärungslehrabteilung umgegliedert. Mit dieser Einheit nahm Cramer am Überfall auf Polen, wo er beide Spangen zum Eisernen Kreuz erhielt, und am Frankreichfeldzug teil. Er wurde zur Ausbildung zum Kommandeur eines Panzer-Regiments zur 10. Panzer-Division versetzt. Am 25. März 1941 wurde er zum Kommandeur des Panzer-Regiment 8 der 15. Panzer-Division ernannt. Im April 1941 wurde seine Einheit als Teil des Deutschen Afrikakorps nach Afrika verlegt. Am 24. Juni schwer verwundet, wurde er drei Tage später wegen seines Einsatzes bei der Sollum-Schlacht mit dem Ritterkreuz des Eisernen Kreuzes ausgezeichnet. Mitte September 1941 konnte er wieder das Kommando über das Panzer-Regiment 8 übernehmen und am 1. Oktober 1941 wurde er zum Oberst befördert. Am 1. April 1942 wurde Cramer beim OKH Chef des Stabes des Generals der Schnellen Truppen und am 1. November, unter gleichzeitiger Beförderung zum Generalmajor, zum General der Schnellen Truppen ernannt. Im November 1942 wurde er kurzzeitig mit der stellvertretenden Führung des XXXXVIII. Panzerkorps betraut. Am 22. Januar 1943 wurde er zum Generalleutnant befördert und mit der Führung des Generalkommando z.b.V. Cramer beauftragt. Am 10. Februar 1943 wurde er, nachdem er von Erhard Raus abgelöst worden war, zur Führerreserve versetzt. Er kehrte am 13. März 1943 als Befehlshaber und Kommandierender General des Deutschen Afrikakorps nach Afrika zurück und wurde am 1. Mai 1943 General der Panzertruppe. Er geriet am 12. Mai 1943 bei der Kapitulation des Korps in britische Kriegsgefangenschaft.

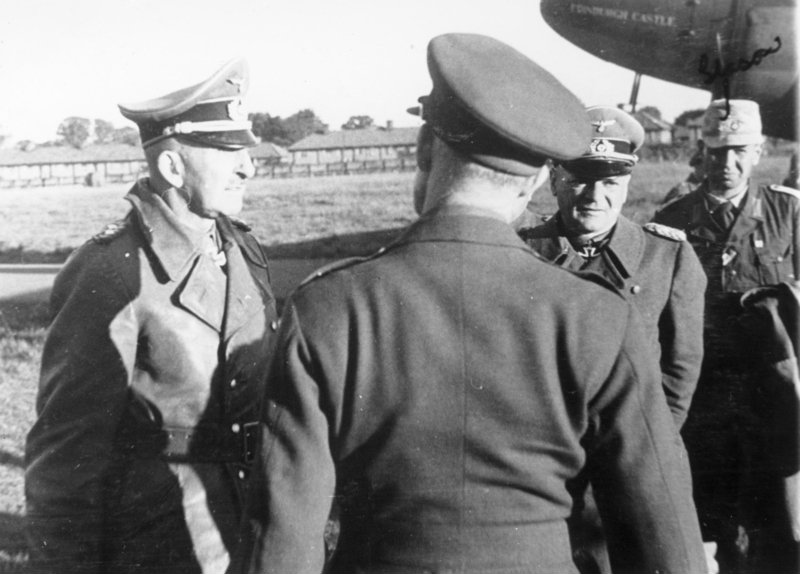
General der Panzertruppe Hans Cramer (Mitte) und Generaloberst Hans-Jürgen von Arnim (links) bei der Ankunft im britischen Gefangenenlager Trent Park, 1943

Vom 16. Mai 1943 bis zum 22. Februar 1944 war Cramer im englischen Generalslager Trent Park interniert. Angeblich aufgrund seines schweren Asthmas wurde er im Mai 1944 von den Engländern nach Deutschland entlassen, zuvor aber über eine bevorstehende Landung der Alliierten an der Küste von Calais informiert, damit er nach seiner Rückkehr selbiges melden würde, um die deutsche Militärführung von der tatsächlichen Landung in der Normandie abzulenken. Cramer wurde für dieses alliierte Täuschungsmanöver (Operation Fortitude) sogar vom amerikanischen General George S. Patton zum Dinner empfangen. Dieser sollte vorgeblich die amerikanischen Truppen führen, die auf dem europäischen Festland landen sollten. Nach seiner Rückkehr berichtete Cramer persönlich vor Hitler, der dadurch in seinem Glauben bestärkt wurde, die Alliierten würden im Raum Calais landen. Als General z.b.V. wurde Cramer dann zur Panzergruppe West in Frankreich versetzt. Er erhielt dort kein neues Kommando, stand aber in Verbindung mit Erwin Rommel. Als ehemaliger Kriegsgefangener geriet er nach dem Attentat vom 20. Juli 1944 in den Verdacht der Mitwisserschaft und wurde vom 26. Juli bis 5. August 1944 im Gestapogefängnis in der Prinz-Albrecht-Straße in Berlin vernommen. Anschließend kam er in ein Nebenlager des KZ Ravensbrück und wurde am 14. September 1944 aus der Wehrmacht entlassen. Ende September erfolgte seine Einlieferung in die Berliner Charité. Seit dem 24. Dezember 1944 stand er unter Hausarrest. Er wurde von Mai 1945 bis zum 15. Februar 1946 von den Briten als Oberbefehlshaber aller in Holstein befindlichen gefangenen deutschen Truppen (Wehrmachtstab Nord) eingesetzt.

## Schriftliche Aufzeichnungen Cramers
Oliver Kock veröffentlichte im Jahr 2019 die auf schriftlichen Aufzeichnungen beruhenden Erinnerungen Cramers, die sowohl Dienstliches als auch Privates umfassen.

## Auszeichnungen
- Eisernes Kreuz (1914) II. und I. Klasse[5]
- Lippisches Kriegsehrenkreuz für heldenmütige Tat[5]
- Lippisches Kriegsverdienstkreuz[5]
- Lippisches Kreuz für Treue Dienste[5]
- Verwundetenabzeichen (1918) in Silber[5]
- Panzerkampfabzeichen in Silber
- Ritterkreuz des Eisernen Kreuzes am 27. Juni 1941[6]
- Deutsches Kreuz in Gold am 5. März 1942[6]
- Ärmelband Afrika
- Komturkreuz des Kolonial-Ordens vom Stern von Italien am 7. Mai 1942